# Chuncheon
Chuncheon (en coreà: 춘천시, romanització revisada del coreà: chuncheonsi, llegiu: chuncho, literalment: àcid) és la capital de la província de Gangwon-do, al nord-oest de la república de Corea del Sud. Està situada al nord-oest de Seül, a uns 70 km. La seva àrea és de 1.116 km² i la seva població total és de 272.000 (2011).
A les fronteres de la ciutat hi ha diversos llacs, i entre els llacs hi ha petites illes. Al nord-oest corre el Riu Han.

## Administració
La ciutat de Chuncheon es divideix en 15 districtes (dong), 9 municipis (myeon) i 1 vila (EuP).

## Història
La ciutat va ser habitada fa prop de 1.000 anys per tribus que van arribar de lluny. L'any 637 la ciutat era anomenada Usooju. En el 757 va ser anomenada Saku i en el 940 Chunju (春 州) i des del 1413 porta el seu nom actual. El 1896 Chuncheon va esdevenir la capital de la província de Gangwon-do. La ciutat va ser destruïda en gran part durant la Guerra de Corea, però va ser construïda novament.

## Economia
Chuncheon és el centre del mercat de productes agrícoles de les terres circumdants. Els principals productes són l'arròs i la soja. Des de la dècada de 1960 la indústria lleugera ha esdevingut dominant. Després de l'enorme èxit de la TV drama Sonata d'hivern, la ciutat ha esdevingut destinació turística, que atrau visitants de tota l'Àsia oriental.